# Timote Maamaloa
Timote Maamaloa (17 giugno 1989) è un calciatore tongano, di ruolo centrocampista.

## Carriera

### Club
Nella stagione 2012-2013 ha segnato 4 gol in 3 partite nella OFC Champions League, 3 dei quali nella partita contro il Pago Youth, nella fase a gironi del torneo.

### Nazionale
Ha giocato nella nazionale tongana Under-23.
Durante la sua carriera ha rappresentato in 3 partite la nazionale maggiore tongana, segnando anche un gol. Ha anche giocando 2 partite con l'Under-23, senza mai segnare.

## Palmarès

### Club

#### Competizioni nazionali
- Tonga Major League: 3

Lotoha'apai United: 2011, 2012, 2013

## Statistiche

### Cronologia presenze e reti in nazionale
| Cronologia completa delle presenze e delle reti in nazionale ― Tonga | Cronologia completa delle presenze e delle reti in nazionale ― Tonga | Cronologia completa delle presenze e delle reti in nazionale ― Tonga | Cronologia completa delle presenze e delle reti in nazionale ― Tonga | Cronologia completa delle presenze e delle reti in nazionale ― Tonga | Cronologia completa delle presenze e delle reti in nazionale ― Tonga | Cronologia completa delle presenze e delle reti in nazionale ― Tonga | Cronologia completa delle presenze e delle reti in nazionale ― Tonga |
| Data                                                                 | Città                                                                | In casa                                                              | Risultato                                                            | Ospiti                                                               | Competizione                                                         | Reti                                                                 | Note                                                                 |
| -------------------------------------------------------------------- | -------------------------------------------------------------------- | -------------------------------------------------------------------- | -------------------------------------------------------------------- | -------------------------------------------------------------------- | -------------------------------------------------------------------- | -------------------------------------------------------------------- | -------------------------------------------------------------------- |
| 22-11-2011                                                           | Apia                                                                 | Samoa Americane                                                      | 2 – 1                                                                | Tonga                                                                | Qual. Mondiali 2014                                                  | -                                                                    |                                                                      |
| 24-11-2011                                                           | Apia                                                                 | Samoa                                                                | 1 – 1                                                                | Tonga                                                                | Qual. Mondiali 2014                                                  | -                                                                    |                                                                      |
| 26-11-2011                                                           | Apia                                                                 | Tonga                                                                | 2 – 1                                                                | Isole Cook                                                           | Qual. Mondiali 2014                                                  | 1                                                                    |                                                                      |
| Totale                                                               |                                                                      | Presenze                                                             | 3                                                                    |                                                                      | Reti                                                                 | 1                                                                    |                                                                      |